# Elecciones parlamentarias de Seychelles de 1970
Las elecciones parlamentarias de Seychelles de 1970 tuvieron lugar el 11 de noviembre del mencionado año con el objetivo de elegir a los 15 miembros de la Asamblea Legislativa de la entonces colonia británica, luego de que se le concediera un autogobierno limitado. Fueron las primeras elecciones que dieron como resultado la instalación de un gobierno democrático autónomo para Seychelles, pues el líder del partido vencedor asumiría como jefe de gobierno de la colonia.
Los comicios constituyeron una amarga y polarizada disputa entre el Partido Democrático de Seychelles (SDP), encabezado por James Mancham y partidario de mantener los vínculos con el Reino Unido por el mayor tiempo posible, y el Partido del Pueblo Unido de Seychelles (SPUP), liderado por France-Albert René, que exigía el fin del régimen colonial. Ambos partidos estaban también inmersos en el debate ideológico internacional de la Guerra Fría, con el SDP adoptando una postura conservadora y el SPUP un enfoque nacionalista de izquierda y socialista en lo económico. El gobierno de Mancham disfrutó del apoyo clave de los sectores altos de la isla, que veían desfavorablemente los proyectos independentistas y socialistas de René.
Beneficiado por el sistema de escrutinio mayoritario uninominal, el SDP obtuvo un holgado triunfo con un 52,82% del voto popular y una mayoría absoluta de dos tercios con 10 de las 15 bancas en la Asamblea Legislativa. El SPUP obtuvo casi la totalidad del voto opositor y, con un 44,09%, se quedó con los 5 escaños restantes, dejando sin representación al Partido Liberal y al Partido Cristiano Laborista de Seychelles, pero sin conceder acceder al gobierno. Mancham juró como Ministro Principal de Seychelles el 12 de noviembre. Michel Lousteau-Lalanne fue el primer presidente de la Asamblea Legislativa.

## Sistema electoral
La nueva constitución amplió la cantidad de escaños electos de ocho a quince. Sin embargo, se mantuvieron las mismas circunscripciones que en las elecciones anteriores, y el sistema fue cambiado a uno de escrutinio mayoritario plurinominal. Bajo este sistema, el país se encontraba dividido en ocho circunscripciones, seis para la isla de Mahé, una para la isla de Praslin y una para la isla de La Digue. Siete circunscripciones eran representadas por dos escaños parlamentarios, mientras que La Digue era solo representada por uno. En las siete circunscripciones plurinominales, los votantes podían emitir dos votos a dos potenciales candidatos para ocupar las dos bancas, resultando electos como parlamentarios los dos candidatos más votados. En La Digue, que funcionaba como una circunscripción uninominal, resultaría electo simplemente el candidato más votado. El mandato máximo de la Asamblea Legislativa era de cinco años, pudiendo esta ser disuelta por el gobierno colonial para convocar a elecciones anticipadas. Los miembros del parlamento podían ser reelegidos indefinidamente.
En virtud de la constitución de 1970, el líder del partido que lograra una mayoría de escaños en la Asamblea Legislativa asumiría el cargo de Ministro Principal o jefe de gobierno de la colonia, designando un gabinete de ministros entre los demás parlamentarios. El gobierno autónomo de la colonia tenía autoridad sobre todo con la excepción de la seguridad, las relaciones exteriores y los medios de comunicación públicos radiales o impresos, que permanecían a cargo de la gobernación colonial. Al líder parlamentario del partido fuera del gobierno con más escaños le correspondería el cargo de Líder de la Oposición.

## Resultados

### Nivel nacional
|  | 52.82 % |

|  | 44.09 % |

|  | 3.01 % |

|  | 0.08 % |

|  | 100.00 % |